# Maracay
Maracay er en by i den nordlige del af Venezuela, med et indbyggertal (pr. 2005) på cirka 1.367.000. Byen blev grundlagt i 1701, og er hovedstad i delstaten Aragua.
10°14′49″N 67°35′46″V / 10.24694°N 67.59611°V
- Wikimedia Commons har flere filer relateret til Maracay